# Agathia albipunctulata
Agathia albipunctulata là một loài bướm đêm trong họ Geometridae.